# Nellie Pou
Nelida « Nellie » Avila Pou, née le 20 mai 1956, est une fonctionnaire et femme politique américaine actuellement représentante des États-Unis pour le neuvième district du New Jersey. Pou, une démocrate, a précédemment siégé au Sénat du New Jersey de 2012 à 2025 et à l'Assemblée générale du New Jersey de 1997 à 2012, représentant le 35e district législatif. Lorsque Pou prête serment à l'Assemblée le 29 janvier 1997 pour succéder à Bill Pascrell, elle devient la première femme et la première hispanique à représenter le 35e district.
Pou siège au Sénat en tant que présidente du caucus majoritaire. Elle préside le caucus législatif bicaméral latino du New Jersey depuis 2006. De 2022 à 2023, Pou est également présidente du National Hispanic Caucus of State Legislators (en).
Le 29 août 2024, Pou est choisie pour remplacer le représentant Bill Pascrell sur le bulletin de vote en tant que candidate démocrate dans le neuvième district du New Jersey après son décès huit jours plus tôt.

## Jeunesse et éducation
Pou est née le 20 mai 1956,. Elle fréquente le Kean College, l'université Rutgers et l'université de Virginie. Pou est catholique romaine.

## Carrière
Pou passe la majeure partie de sa carrière à travailler pour la ville de Paterson, où elle occupe les postes d'administratrice d'entreprise (2014-2018), d'administratrice adjointe d'entreprise (2003-2014, 1997-1998), de directrice des services sociaux (1986-1997) et de coordinatrice de la formation et de l'éducation du CETA (1975-1983).
En 2019, elle est coordinatrice de projet pour la Paterson Parking Authority.
Elle siège également au sein du groupe de travail du New Jersey sur la maltraitance et la négligence envers les enfants (1997-2016) et au conseil consultatif des services de santé du comté de Passaic-Bergen en matière de VIH (1993-1997). Elle est coordinatrice du programme jeunesse du comté de Passaic de 1983 à 1985.

### Assemblée générale du New Jersey
Pou est nommée à un siège vacant occupé précédemment depuis 1988 par Bill Pascrell à l'Assemblée générale du New Jersey le 29 janvier 1997. Pascrell a démissionné de son poste après avoir été élu à la Chambre des représentants des États-Unis et prêté serment le 3 janvier 1997. Elle est vice-présidente de l'Assemblée de 2002 à 2005 et chef adjointe de la minorité de 2000 à 2001.
À l'Assemblée, Pou siège au Comité des crédits (en tant que présidente de 2006 à 2011), au Comité du budget, au Comité de l'éducation et au Comité conjoint de surveillance du budget. Auparavant, Pou siège au Comité des questions relatives aux personnes âgées (en tant que président), au Comité des crédits (en tant que vice-président) et au Comité de l'éducation.

### Sénat du New Jersey
Au lieu de se présenter à la réélection à son siège à l'Assemblée en 2011, Pou se présente au siège du Sénat de l'État du district que le titulaire de longue date John Girgenti (en) quitte. Elle bat facilement l'ancien maire de Haledon, Ken Pengitore, lors des élections sénatoriales du New Jersey de 2011, comme prévu, et prête serment en tant que sénatrice en janvier 2012. Elle est réélue au Sénat du New Jersey en 2013, 2017, 2021 et 2023.

### Comités
Les tâches des commissions pour la session législative 2024-2025 sont les suivantes :
- Commerce (en tant que présidente)
- Pouvoir judiciaire (en tant que vice-présidente)

## Chambre des représentants des États-Unis
Le 29 août 2024, les membres du comité démocrate du comté de Passaic nomment Pou pour représenter le neuvième district du New Jersey, face au républicain Billy Prempeh aux élections de 2024. Les dirigeants démocrates se mettent rapidement d'accord pour la choisir pour remplacer le représentant Bill Pascrell, décédé le 21 août ; la date limite pour remplacer Pascrell sur le bulletin de vote est minuit ce soir-là.